# Danse sur glace
Vous pouvez aider à l'améliorer ou bien discuter des problèmes sur sa page de discussion.
- Certaines informations devraient être mieux reliées aux sources mentionnées dans la bibliographie ou les liens externes. Améliorez sa vérifiabilité en les associant par des références. (Marqué depuis novembre 2016)
- Il adopte un point de vue régional ou culturel particulier et nécessite une internationalisation. (Marqué depuis novembre 2016)

La danse sur glace est un sport qui consiste à pratiquer la danse sur glace avec des patins à glace. Contrairement au patinage artistique, la danse sur glace ne comporte pas de sauts.

## Histoire
Le patinage artistique est présent depuis les Jeux olympiques de Londres de 1908, mais la danse sur glace en couple n'est présente que depuis 1976.
La danse sur glace s'est rapidement imposée par son brio à la télévision qui l'a grandement popularisée.

## Caractéristiques
Il n’y a pas de saut dans cette discipline. Ce sport se pratique en solo ou en couple. 
Les danseurs évoluent sur la glace, valse, cha-cha-cha, tango, rumba, paso doble, fox trot... autant de rythmes et d'interprétations, sur une chorégraphie à thèmes : comédie, tragédie, folklore…
La danse sur glace nécessite nombre de qualités, la vitesse, la souplesse, la technique (précision des carres), la maîtrise des mouvements et des combinaisons, associées à l’expression gestuelle et artistique. Elle comprend quatre épreuves en compétition :
- les danses imposées.
- la danse de création ou originale (remplacée par le programme court (Short dance) en 2010 par la Commission sportive nationale de danse sur glace) ;
- le programme libre ;
- la danse d'interprétation.

## Compétitions
La compétition de niveau international (Master) n’est proposée qu’aux couples.
Il existe depuis bientôt 30 ans des compétitions nationales et internationales ouvertes aux adultes (18 ans révolus). On peut citer comme compétitions françaises célèbres la Coupe des Druides ou encore la Salamander Cup, où il est possible de participer en solo, comme en couple.

## La danse sur glace en France

### Test fédéraux
Les tests fédéraux de danses imposées
- Préliminaire : danse tango canasta et exécution de pas en arrière (un couru, un dehors et un chassé, un dehors, réalisés dans les deux sens et sans musique).
- Préparatoire : danse majeure et exécution de différents retournements (mohawks et trois dans les deux sens et sans musique, puis d'un freinage pieds parallèles rapide).
- Pré-Bronze : trois danses (valse Willow, Tango Fiesta, T’en Fox ) à effectuer en couple ou seule + une danse parmi les trois, choisie par les juges, à effectuer en solo.
- Bronze : trois danses (valse européenne, fox trot, Pas de Quatorze) à effectuer en couple ou seule+ la danse libre crée par l’entraîneur.
- Argent : quatre danses (valse américaine, Rocker Fox Trot, Kilian, tango) à effectuer en couple + une danse parmi les quatre, choisie par les juges, à effectuer en solo.
- Vermeil : trois danses patinées en couple (blues, paso doble, valse starlight) + une danse parmi les trois, choisie par les juges, à effectuer en solo.
- Petit Or : quatre danses (Viennoise, Quick, Chacha, Samba) à effectuer en couple + une danse parmi les 3, choisie par les juges, à effectuer en solo.

### Les danses imposées
Les danses imposées consistent en l'exécution de pas imposés sur une musique dont le rythme et le tempo sont définis, selon un schéma imposé ou optionnel.

### Rhythm dance
La rhythm dance est une danse créée par un couple de danse sur glace sur une musique de danse avec un (des) rythme(s) et/ou thème(s) prescrit(s) choisis chaque année par le comité technique de danse sur glace de l'ISU pour la saison. La danse doit refléter le caractère du (des) rythme(s) ou thème(s) choisis, être transposée sur la glace en démontrant l’adresse technique du couple avec des pas et mouvements alliés à la glisse et l’utilisation des carres et doit s'harmoniser à la phrase musicale. Les couples doivent patiner principalement sur le battement rythmique.

### La danse libre
La danse libre est un programme créatif de danse, composé de pas de danse et de mouvements qui expriment le caractère/rythme(s) de la musique de danse choisie par le patineur ou les partenaires. La danse libre doit contenir des combinaisons de pas de danse et de mouvements nouveaux ou connus, y compris les 
éléments requis pour former une unité complète et bien équilibrée présentant une excellente technique de patinage et la créativité personnelle des Patineurs en matière de conception, d’arrangement et d’expression.

### Athlètes marquants français (couples)

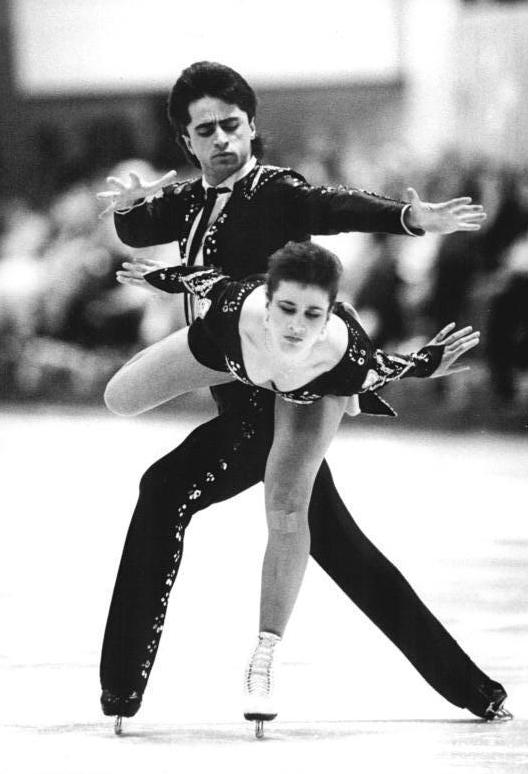
Isabelle Duchesnay et Paul Duchesnay
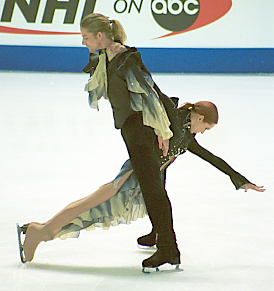
Marina Anissina et Gwendal Peizerat
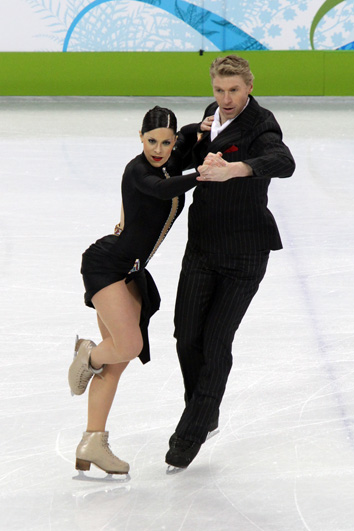
Isabelle Delobel et Olivier Schoenfelder
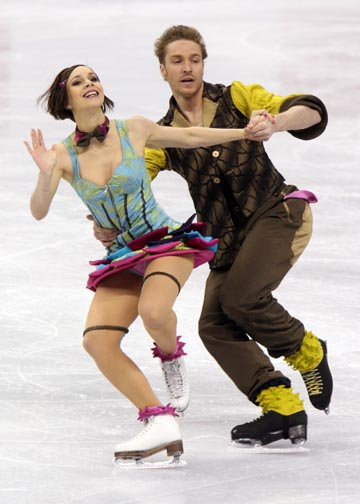
Nathalie Péchalat et Fabian Bourzat
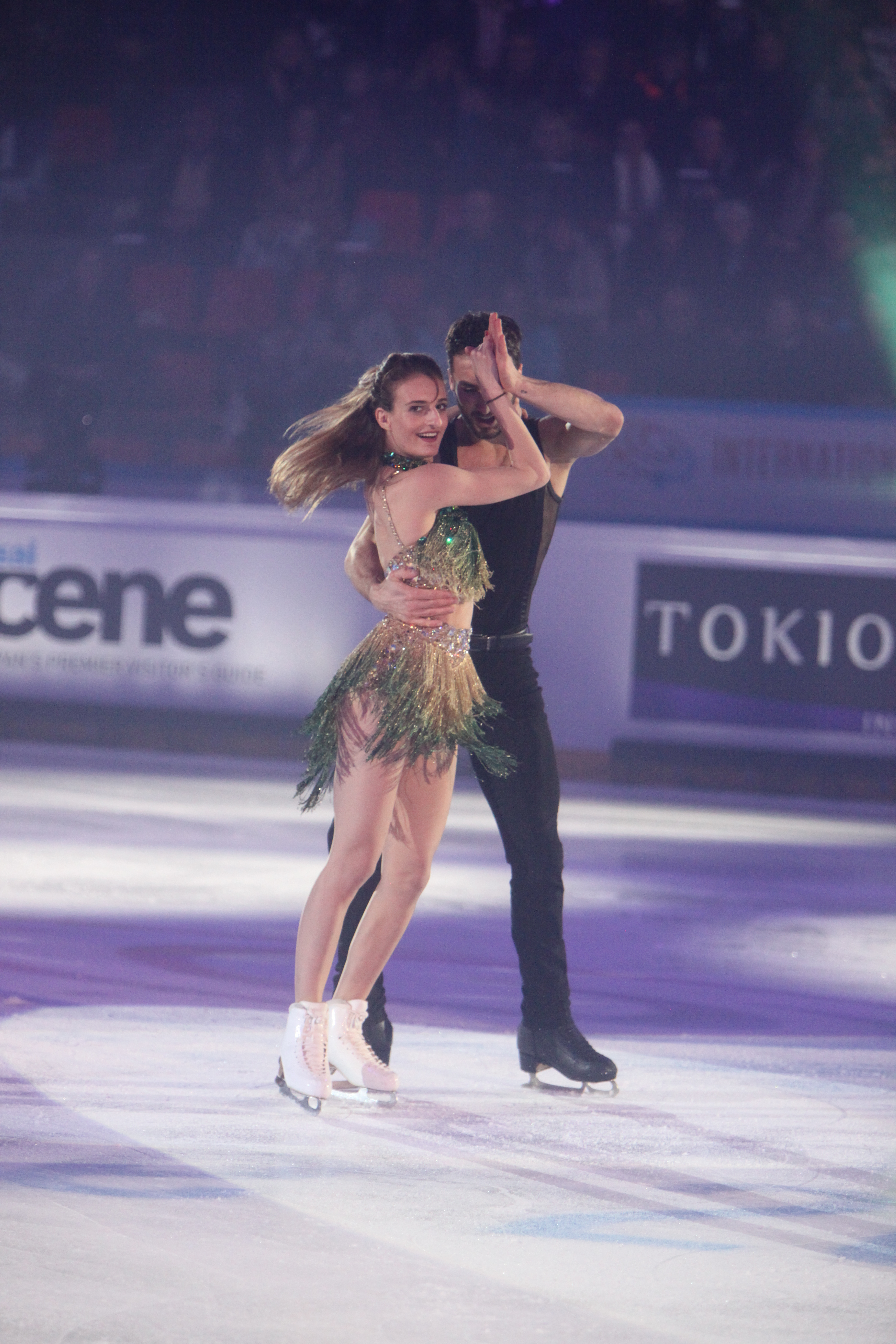
Gabriella Papadakis et Guillaume Cizeron